# 島尾敏雄
島尾 敏雄（しまお としお、1917年（大正6年）4月18日 - 1986年（昭和61年）11月12日）は、日本の小説家。日本芸術院会員。
大学卒業後に海軍予備学生に志願し第十八震洋特攻隊隊長として、奄美群島加計呂麻島に赴任。1945年8月13日に特攻戦が発動され、出撃命令を受けたが発進の号令を受けぬまま即時待機のうちに終戦を迎えた経験を持つ。「ヤポネシア」という概念を考案したことでも知られる。
作品は超現実主義的な『夢の中での日常』などの、戦争中の体験を描いた作品群、『出発は遂に訪れず』などの作品群、さらに家庭生活を描いた『死の棘』などの作品群に大別される。また、小説作品との決定的な差異はないとされる日記や、紀行文など記録性の高いテキスト群や南島論なども多く書き続けた。
妻はのちに小説家となった島尾ミホ。長男は写真家の島尾伸三で、漫画家のしまおまほは孫にあたる。島尾の浮気に起因する心因性の精神症状に悩む妻との生活を描いた『死の棘』は、小栗康平によって1990年に映画化され、第43回カンヌ国際映画祭にて最高賞パルム・ドールに次ぐ、 審査員グランプリ受賞となった。

## 生涯

### 幼少時代
1917年4月18日、神奈川県横浜市戸部3丁目18番地にて、父・島尾四郎、母・トシとの長男として生まれた。父・四郎は輸出絹織物売込商を営み、両親ともに福島県相馬郡小高町（現・南相馬市）の出身。体の弱い内気な子供で、家の中で1人で遊ぶことが多かったという。ごく幼い頃に一時的に視力を失いすぐに回復したが、この時の不安と恐怖の記憶が心の奥に残った。のちに妹2人、弟2人、異母弟1人が生まれて6人兄弟となる。
母の体が弱かったこともあり、敏雄は父母の実家のある福島県相馬郡で過ごすことも多く、相馬と横浜を往復する幼少期であった。相馬郡では母方の祖母・井上キクが敏雄ら孫を預かって可愛がり、囲炉裏の炬燵で方言による昔話や説話をよく語り聞かせた。こうした東北のフォークロアの世界も敏雄の感受性を育てた。ちなみに相馬郡小高町を故郷に持つ作家には埴谷雄高（本名・般若豊）がおり、のちに同郷の奇遇を埴谷と驚き合うことになる。
1923年9月、横浜尋常小学校附属幼稚園に在園時、関東大震災により横浜の自宅が全壊したが、敏雄はちょうど重い病の後の療養で相馬郡にいて、一家も敏雄を迎えに福島に向かっていたため難を逃れた。この頃の大震災からの疎外体験については、後の戦争体験との類似においてエッセイ等でたびたび言及される。
1924年、横浜尋常小学校に入学し、7月と12月に学校雑誌『学之友』に図画と作文「ボクノナガグツ」が掲載された。その後1925年11月下旬に兵庫県武庫郡西灘村（現・神戸市灘区）に一家で移住し、西灘第二尋常小学校（現・神戸市立稗田小学校）に転校するが、自分の表現が活字になった時の体験により、小さな謄写版や片仮名のゴム活字を用いて独力で小冊子のようなパンフレット（『小兵士』『小兵士タイムス』『学びの声』）を編集・印刷することに没頭した。
1929年、神戸市葺合区（現・中央区）八幡通に一家が移り、神戸尋常小学校（現・神戸市立こうべ小学校）に転校。そこで当時国語教師をしていた小説家の若杉慧に綴方の指導を受ける。同じく神戸小学校で若杉に綴方、書方の指導を受けた陳舜臣が印象に残る生徒であった一方、島尾は目立たない生徒であったという。

### 学生時代
1930年に兵庫県立第一神戸商業学校（現・兵庫県立星陵高等学校）に入学。山岳部に入り、病弱だった体が健康になってきた。伝染病の病原菌に対する恐怖の念はなかなか克服できなかったが、山歩きが好きになったという。同校在学中の1933年、年長の友人・金森正典と同人誌『少年研究』を発行したり、『峠』に参加したりした。他に何種類もの同人誌に詩や文章を寄稿していた。この頃、中里介山の『大菩薩峠』に惹かれて読み進めた。そんな中、卒業前年の1934年11月に、母・トシが帝王切開の出産後の術後経過が悪く死去した。
商業学校卒業者は本来であれば進学せずに社会に出るのが一般的だったが、卒業の頃になって父親の事業が軌道に乗り上級の学校へ進学することが許された。しかし神戸高商の兵庫県立神戸高等商業学校の受験に失敗して進学先の決まらぬまま、第一神戸商業学校を卒業し、浪人生活に入った。当時商業学校から高等学校への進学は制度上許されていなかったので、翌年も高等商業学校を受験しなければならなかったが、地元の兵庫県立神戸高等商業学校を避け、実家から遠方の小樽高商、長崎高商、鹿児島高商など地方の高等商業学校への進学を考えていたと述べている。
1936年4月、長崎高等商業学校に入学した。中桐雅夫編集の『LUNA』同人となり、以降同誌に幾つもの詩を発表した。1938年、長崎高商2年の頃、矢山哲治らと同人誌『十四世紀』を創刊するが、島尾が載せた小説と他同人2名の小説及び詩の内容が風俗壊乱と反戦思想の嫌疑をかけられ発行と同時に内務省より発売禁止の処分を受けた。この頃ロシア語を学習する傍らドストエフスキー、プーシキン、チェーホフ、ゴーゴリ、ガルシンなどロシア文学を耽読した。この時期の下宿は、長崎市南山手町大浦天主堂下の木造洋館だったが、そこには亡命ロシア人の家族もいて彼らとも親しく交流した。
1939年3月に長崎高等商業学校を卒業するが、神戸商業大学の受験に失敗したため引き続き4月から同校海外貿易科に籍を置く。この夏、毎日新聞社主催のフィリピン派遣学生旅行団の一員としてルソン島、台湾を旅行した。その体験が後に『呂宋紀行』として結実する。また同年、雑誌『科学知識』の懸賞小説に「お紀枝」が当選し（選者杉山平助、高見順）、賞金十円を得た。10月からは福岡の同人雑誌『こおろ』（のち『こをろ』）に加わる。長崎高商時代を舞台とした小説は「断崖館」と「春の日のかげり」、および習作期の「南山手町」がある。
古事記の一節にちなんで名付けられた『こをろ』は福岡市で刊行された文藝同人誌で、1939年から1944年にかけて、14号まで発行された。同人には島尾敏雄のほか矢山哲治、真鍋呉夫、阿川弘之、那珂太郎、小島直記、一丸章らがおり、同人は長崎高商と福岡高校の2つの系統からなっていた。島尾の言によれば、福岡高校出身者はゲオルゲ、カロッサ、リルケ等ドイツのそうした系統や当時の風潮の「日本浪曼派」的な傾きが強く、商業（福岡商業）、高商出身者はそれに馴染まないものが多かったという。
そうした性質の異なる二派の青年たちからなる『こをろ』は度々分裂の危機に見舞われた。『こをろ』の中心人物で、25の若さで自殺とも事故ともつかぬ列車事故により夭折した矢山哲治の死に際しては、同人の多くが既に出征していたこともあって島尾が最も近くに居り、衝撃を受けた。『こをろ』の矢山追悼号へは「矢山哲治の死」を掲載し、葬式では島尾が弔辞を読んだ。
矢山哲治との関係についてその当初の印象を「このやうにドイツ風な又日本浪漫派風な雰囲気に誕生していた矢山とさういふ所に無縁であった私」としていたが、矢山の死後の1943年後半を述懐して、島尾は日本浪曼派の代表的批評家である保田與重郎について「旺ニ彼ノ書ク物ヲ読ンデソレニ傾イタ」「ムサボルヤウニ読ンデ甚ダシク心ヒカレタ」と書いている。
『こをろ』へは「呂宋紀行」「暖かい冬の夜に」「浜辺路」「断片一章」などを発表している。
1940年、九州帝国大学法文学部経済科に入学。翌41年に九州帝大法文学部文科を受験し直して再入学し、東洋史を専攻する。その頃、トルキスタンの砂漠に行くことを夢想していたという。そのため『水滸伝』のほか『浮生六記』などの小説や『李太白詩選』、また研究資料として元史にも親しんだ。在学中、同じ研究室の一級下に庄野潤三がおり親交を結ぶ。佐藤春夫、木山捷平らを共通して好んだ。庄野にはこの頃を描いた日記体の小説『前途』がある。1943年、8月に卒業論文「元代回鶻人の研究一節」を書き上げ九州帝国大学を半年繰り上げで卒業し海軍予備学生を志願した。また、死が身近に迫っていることを覚悟し、幼い頃からそれまで書かれた散文を集めた私家版『幼年記』を70冊限定で発行。この頃、庄野を介して詩人の伊東静雄との通交がはじまる。その関係は戦後のある時期まで続き、伊東の圏内で林富士馬、庄野潤三、三島由紀夫らと同人誌『光耀』（前身は『まほろば』）を1946年に創刊することとなる。

### 特攻隊体験

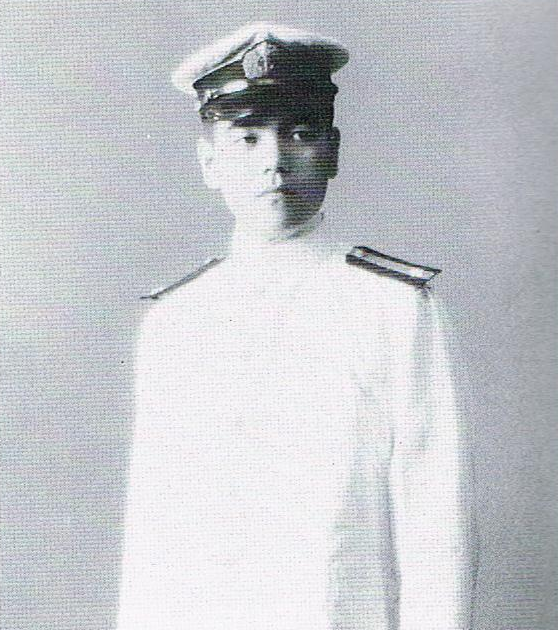
1944年夏の島尾敏雄海軍大尉（当時は少尉）

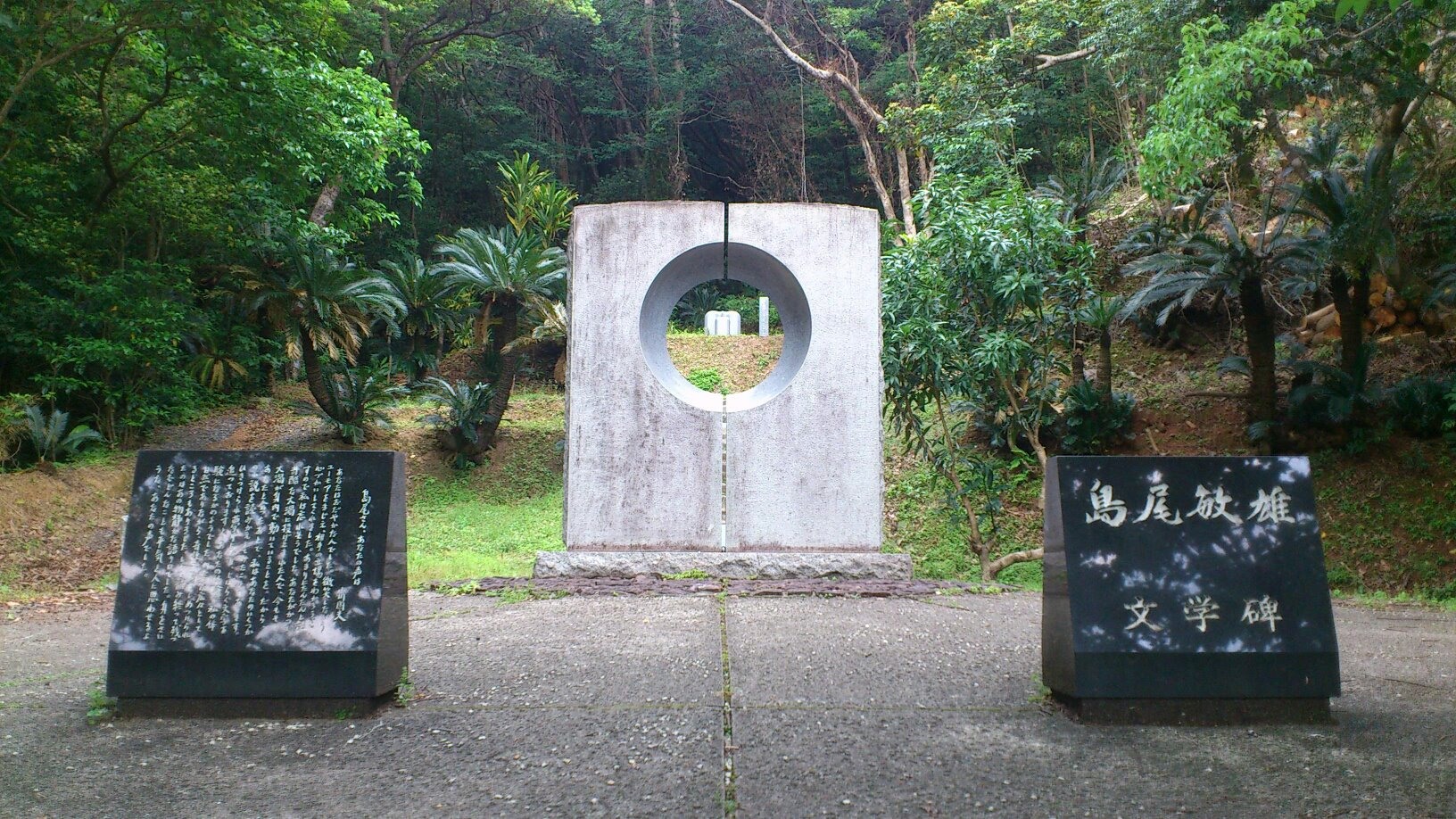
加計呂麻島呑之浦基地跡にある島尾敏雄文学碑

1943年の9月末、九州帝国大学を半年繰り上げで卒業したのち、陸軍での内務班生活を嫌って海軍予備学生を志願した島尾敏雄は、はじめ飛行科を志願し、予備学生試験の当日の判定では航空適性であったが一般兵科に採用され、旅順の教育部へ入った。基礎教育期間を終了したあとの術科学校の希望書に暗号、一般通信に加え、惰弱と思われるのが嫌で第三希望に魚雷艇部門を記入したところ採用され、第一期魚雷艇学生として1944年2月から横須賀市田浦の海軍水雷学校で訓練を受けた。当時魚雷艇部門は創設されたばかりであり、また術科の専門部門では一番の危険配置とされていた。
同年4月から長崎県川棚町の臨時訓練所で水雷学校特修学生として過ごすうち、特攻の志願が認められた。猶予期間として一日の休暇が与えられ、就寝前に志願の可否を紙に書いて提出するかたちで募られたという。5月には海軍少尉の任官を受け、震洋の配置が決まった。10月には第十八震洋特攻隊指揮官として、180名ほどの部隊を率いて奄美群島加計呂麻島呑之浦基地へ赴いた。その地で更に訓練を重ね、出撃命令を待つ日が長く続いた。
島の人々にとり、それまで本土から来た軍人たちは威圧的で馴染めないものがあったが、特攻隊の隊長・島尾は言葉づかいが丁寧で島民の生活への配慮があった。また、墜落した敵機操縦士の遺骸を手厚く埋葬する人間性から、次第に島の人々から尊敬や信頼を集めるようになり、「ワーキャジュウ（我々の慈父）」とまで呼ばれ、「あれみよ島尾隊長は人情深くて豪傑で……あなたのためならよろこんでみんなの命を捧げます」という歌までできるようになった。
そして、この島で小学校教師をしていた大平ミホも島尾隊長に惹かれ、島尾も南島の妖精のようなミホに惹かれて2人は恋仲になった。1945年6月には沖縄が米軍に完全制圧され、死が間近に迫ってきたことが伝わってきたが、その少し前に島尾はミホに献じる形で童話風の短編「はまべのうた」を書いていた。
1945年8月13日の夕方に特攻戦が発動され出撃命令を受けた。そのことを上等兵曹から聞いたミホは、島尾が出撃したら自分も短剣で喉を突き海中に身を投げる覚悟で入江の浜に正座していた。その日は敵艦隊が姿を見せず、発進の号令を受け取らぬまま14日の朝を迎えた。震洋での特攻戦は夜襲を原則としていたため日中の出撃はありえず機会は翌晩まで延期されることとなった。
その日の正午に大島防備隊司令部から全指揮官参集の命令を受け、翌15日に即時待機状態のままラジオで「終戦の詔勅」（玉音放送）を聞き島尾は敗戦を知る。しかし、なかなかその実感がなく、隊員の中には「詔勅」の後も出撃を主張する者も出た。島尾隊長もしばらくは寝る時も日本刀を肌身離さず、死の緊張から解放されたものの、隊員らはやり場のない抑鬱状態となった。
米軍が加計呂麻島に来た場合、特攻隊員は狙われやすいため、搭乗員撤退の手続きが進められる中、島尾はミホの父・大平文一郎にミホとの結婚の許しを得た後、隊員らを引き連れて本土に向かい、佐世保で隊は解散した。
復員後、島尾は実家のある神戸で文学活動を開始する。伊東静雄を度々尋ね、はじめ庄野潤三、林富士馬、三島由紀夫らと『光耀』を創刊し、戦争体験の言語化がはかられたが、手書きの謄写版刷りの3号で最終刊となった。その後、同じく伊東静雄の下に集まっていた富士正晴らと『VIKING』を創刊する。そうした活動を開始した1946年の3月には、ミホを神戸に呼び寄せ結婚した。
『VIKING』へ掲載した中篇「単独旅行者」、「島の果て」が野間宏の目に触れ、1948年5月、『近代文学』系の雑誌『芸術』へ「単独旅行者」が転載されることとなり文壇に認められた。また、デビュー第2作「夢の中での日常」も花田清輝、佐々木基一らの『綜合文化』10月刊（真善美社）へ掲載され、未遂に終わった死によるアイデンティティーの宙づり状態をモチーフに、悪夢に憑かれた作家を印象づけ注目された。翌月6月には埴谷雄高らの雑誌『近代文学』へ第二次同人として参加する。
この頃から、執筆活動と並行して、生活のため神戸山手女子専門学校（現・神戸山手短期大学）の非常勤講師のかたわら、神戸市立外事専門学校（現・神戸市外国語大学）の助教授となった。神戸市立外事専門学校では文芸部同人誌に「私の文学的信条」などを寄稿した。
1950年5月、新日本文学会の雑誌『新日本文学』へ掲載した「ちっぽけなアヴァンチュール」が井上光晴の「書かれざる一章」とともに、日本共産党主流派（所感派）から「反革命的な作品」「末期的プチブルの作品」だと批判を受け、これに対し編集部や久保田正文、中野重治らが擁護論を展開した。

### 「死の棘」体験
その後1952年から東京に移り、東京都立向丘高等学校定時制の非常勤講師をしながら作家活動を続け、吉本隆明、奥野健男、詩人の清岡卓行らと雑誌『現代評論』を始めるが、東京の地で受けた刺激により、家をあける機会が多くなった。そして島尾の浮気を知った妻・ミホは心の病に冒される。両親の深い愛情と穏やかな南島の環境で育ち、嫉妬や憎悪の感情を知らずにきたミホにとって、「隊長」として出会った島尾は夫となってからも尊敬の対象であったはずであったが、その思いは裏切られ激しい嫉妬心で精神のバランスが崩れてしまった。
ミホは子供の前でも夫に怒りをぶつけ、家庭は修羅場と化した。妻・ミホの発作が続く中、ついに島尾は子供たちを奄美大島のミホの叔母のもとに預け（両親はすでに他界していたため）、千葉県市川市の国府台病院（現・国立国際医療研究センター国府台病院）に入院した妻に付き添う病院での介護生活を選ぶ。妻からの地獄のような責苦を受けながら、その妻との生活の記録を島尾は合間を縫って書き綴った。娘・マヤの体調が悪いという知らせや、妻の脱走事件などから、医師と相談し妻を退院させた後は、彼女の実家がある奄美に移住する生活となり、鹿児島県立大島高等学校や、鹿児島県立大島実業高等学校（現・鹿児島県立奄美高等学校）定時制の非常勤講師をしながら執筆活動を続けた。
郷里の環境に身を置くことで、ミホの神経症状は次第に回復していった。そして、その壮絶だった闘病記録はその後1959年から作品として、断続的に短篇として書き継がれて『死の棘』として完成していくことになる。

### 受洗
奄美大島移住後、カトリック信徒であったミホ夫人の親戚に勧められ、1956年12月に奄美の聖心（みこころ）教会で、カトリックの洗礼を受ける（洗礼名ペトロ）。その後、ヨゼフ・里脇浅次郎司教（初代鹿児島教区司教、元・長崎大司教及び枢機卿、故人）鹿児島教区教区司祭の使徒ヨハネ・田辺徹神父（元・指宿教会主任司祭、故人）、ヨゼフ・大野和夫神父（元・南九州小神学院院長、前・鹿児島教区奄美地区長、故人）、ドミニコ・田原章神父（元・鴨池教会主任司祭、2025年2月11日に帰天）、ペトロ・美島春雄神父（元・指宿教会主任司祭、前・鹿児島教区本部付司祭、故人）、ヨハネ・マリア・ヴィアンネ・小平卓保神父（元・鹿児島純心女子短期大学教授、故人）、パウロ・郡山健次郎神父（後述）や、コンベンツァル聖フランシスコ修道会のルーシン・ヤング神父（元・赤羽教会主任司祭、故人）、ヴィンセント・ラチェンダロ神父（元・安里教会主任司祭、故人）ルカ・ディジヤク神父（元・古田町教会司祭、故人）、ベラルド・押川寿夫神父（元・コンヴェンッアル聖フランシスコ修道会日本管区長、前・那覇教区長）ゼローム・ルカゼフスキー神父（元・古田町教会主任司祭、名瀬市名誉市民、故人）、インノセント・坂谷豊光神父（元・聖母の騎士誌編集長、故人）、サムエル・深堀貴神父（元・コンベンツァル聖フランシスコ修道会日本管区管区長、故人）、石橋理神父（元・コンベンツァル聖フランシスコ修道会司祭）、ペトロ・瀧憲志神父（コンベンツァル聖フランシスコ修道会司祭・故人）ら、カトリック聖職者と親交を結ぶこととなる。特に、ルカ・ディジャク神父は「トシオは、私のベスト・フレンド。」とまで述べている。
また、長崎純心聖母会の修道女とは、娘のマヤが鹿児島純心高等学校に入学した関係で当時の学園長だったSr.エウゼビア・八田カネ（故人）ら修道女と交流を持つようになり、後年鹿児島純心女子短期大学で教鞭をとるきっかけとなった。（同会所属の幼きイエズスのテレジア・郡山康子修道女は、ミホ夫人の遠縁にあたり、郡山健次郎名誉司教の実姉である）

### 図書館長として
奄美大島での生活が安定するに伴い、1957年に鹿児島県の職員となった島尾は、奄美日米文化会館の館長に就任した。奄美大島は戦後の一時期アメリカ軍の支配下にあった影響で行政組織の再建が十分ではなく、島には本格的な図書館が無かった（アメリカ軍と琉球政府が管轄していた琉米文化会館を改組した奄美日米文化会館が図書館の機能を担っていたが、日本返還後の引継の不十分さから機能停止に陥っていた）。そこで島尾は奄美に図書館を誘致する計画を立てた。鹿児島県はこれに応じて、1958年に奄美日米文化会館を母体として鹿児島県立図書館の奄美分館が設置され、島尾が初代分館長となる。
島尾は、図書館については素人であったが、熊本商科大学に出向いて司書講習を受けて資格を習得し、図書館業務についても本格的に打ち込んだ。
開館時に上司にあたる鹿児島県立図書館長の久保田彦穂（椋鳩十）は、島尾に対して「地方文化保存のための保存図書館」「調査研究のための参考図書館」「量・質共に備えた貸出図書館」という、3つの課題を与えた。島尾はこの久保田からの課題に応えるべく精力的に活動した。在任中の島尾は執筆活動と図書館長としての業務を厳格に峻別していたが、郷土資料の蒐集・刊行活動や当時としては先駆的な日曜日開館や住民の読書活動支援などに全力にあたり、離島の教育委員会や公民館を通じた図書の貸借や港の待合室や船内での読書室の設置活動、これらを支援するために時には自ら船に乗って離島への移動図書館業務の充実に尽すなど、日本の離島を抱えた地域における図書館活動のあり方に影響を与えている。また、図書館活動を通じた人的交流が島尾の執筆活動にも大きな影響を与えた。
この頃の執筆活動としては、『新日本文学』への「名護だより」の連載のほか、地元では「奄美郷土文化研究会」を組織して南島研究に関心を向けた。また、井上光晴、奥野健男、吉本隆明らの雑誌『現代批評』に関わる一方、ミホの闘病記録をまとめる仕事に着手し、短篇「家の中」「家の外で」「離脱」「死の棘」「治療」「ねむりなき睡眠」を合わせた第一次の『死の棘』を1960年10月に講談社から刊行した。

### その後
奄美分館長を辞した翌年の1976年に名瀬市（現奄美市）から指宿市西方に住所を移し、鹿児島純心女子短期大学で教鞭をとっていた。鹿児島純心女子短期大学退職後、1977年に神奈川県茅ヶ崎市に移住。1983年に娘のマヤが、鹿児島純心女子短期大学の図書館司書に就職したのを期に、鹿児島県姶良郡加治木町に移住。1985年12月鹿児島市宇宿町に自宅を購入。
宇宿町の自宅で、書籍の整理中に脳内出血を発症し、出血性脳梗塞のため鹿児島市立病院に搬送されるが、3日間意識が戻らぬまま、1986年11月12日死去。
葬儀は鹿児島市の谷山教会で行われ、生前に交流のあった鹿児島教区教区司祭の小平卓保神父（元・鹿児島純心女子短期大学教授、前・紫原教会主任司祭、故人)、郡山健次郎神父（元・志布志教会主任司祭、現・鹿児島教区名誉司教、指宿教会管理者）の司式で執り行われた。

## 来歴・人物

### 南島論
島尾敏雄の南島論については、沖縄返還に係る諸問題の顕在に先立つ1954年の「「沖縄」の意味するもの」以来、『新日本文学』へ連載していた『名瀬だより』をはじめとして南島、琉球弧と呼ばれる地域に関する数々のエッセイが発表されていた。それらは1960年に最初の南島に関するエッセイ集『離島の幸福・離島の不幸 名瀬だより』(未來社)の刊行を皮切りに1966年、『島にて』(冬樹社)、1969年『琉球弧の視点から』(講談社)と幾度となくエッセイ・雑文集としてまとめられている。
「ヤポネシア」という造語については、1961年に「ヤポネシアの根っこ」という文章において初出が確認されている。大和を中心として出来事をみる「正統」とされた歴史観では、「日本」としてくくれる地域の本来持つ多様性、豊穣な側面が切り捨てられてしまうとして、日本列島を単に「島々の連なり」として捉える視点を新たに提案するものだった。しかし、当時の沖縄返還をめぐる議論の高まりや、この言葉が「天皇制を前提としない古代」を想定するのに格好の概念であったこともあり、60年代から70年代にかけて、谷川健一や吉本隆明らによって考古・民俗学的なキータームとして使用され広まることとなった。
「日本」概念の硬直性を融解させるこの試みは、本来の意図を離れ、また「ヤポネシアの根っこ」が柳田國男『海上の道』の解説のかたちとして書かれていたことなども相まって、それらが柳田南方学的な国家拡張的な側面をも有するとして、後年、村井紀らをはじめとするオリエンタリズム、ポストコロニアル批評の一部の論者から否定的な評価を受けることもある。

### その他
新宿の酒場で、酔ってからんできた中上健次に「自分は作家などと思っていない、ただ苦しまぎれに書いているだけだ」「お前、あれぐらいの作品で、自分を作家だと思っているのか」と批判し、しまいには「なまいき言うな、ぶちのめしてやるから、ちょっと表へ出ろ」と言って追い払った。

## 略年譜
- 1917年（大正6年）
  - 4月18日 - 父・島尾四郎と母・トシの長男として神奈川県横浜市戸部3丁目18番地に生まれる。
- 1923年（大正12年） 6歳
  - 9月1日 - 関東大震災により横浜の家が全壊焼失。偶然、家族は横浜を離れていたため助かる。
- 1924年（大正13年） 7歳
  - 4月 - 横浜尋常小学校に入学。
  - 7月 - 学内雑誌『学之友』83号に図画（魚の絵）が掲載。
  - 12月 - 学内雑誌『学之友』84号に作文「ボクノナガグツ」掲載。
- 1925年（大正14年） 8歳
  - 秋頃 - 兵庫県武庫郡西灘村（現・神戸市灘区）に一家が移住。西灘第二尋常小学校（現・神戸市立稗田小学校）に転校。独力で定期的に小冊子『小兵士』を作る。西灘村鍛冶屋のプロテスタント教会に通う。
- 1929年（昭和4年） 12歳
  - 神戸市葺合区（現・中央区）八幡通に一家が移住。神戸尋常小学校（現・神戸市立こうべ小学校）に転校。
- 1930年（昭和5年） 13歳
  - 4月 - 兵庫県立第一神戸商業学校 （現・兵庫県立星陵高等学校）に入学。山岳部に入る。中里介山の『大菩薩峠』を愛読。
- 1931年（昭和6年） 14歳
  - 金森正典・正隆兄弟と同人誌『少年研究』を編集発行。3号から自分だけの雑誌となる。
- 1933年（昭和8年） 16歳
  - 金森正典の同人誌『峠』に参加。
  - 6月 - 文芸誌『若草』に随筆「剣山の想ひ出」が入選し掲載。
  - 秋頃 - 『文芸タイムス』の準同人となる。
- 1934年（昭和9年） 17歳
  - 『紫草』に同人参加。
  - 8月 - 文芸誌『詞華の花籠』（文芸タイムス社）に詩5篇が掲載。
  - 11月11日 - 母・トシが死去（享年37）。
- 1935年（昭和10年） 18歳
  - 3月 - 兵庫県立第一神戸商業学校を卒業。浪人して受験勉強に励む。
- 1936年（昭和11年） 19歳
  - 4月 - 長崎高等商業学校に入学。柔道部に入る。中桐雅夫編集の詩誌『LUNA』同人参加。
- 1937年（昭和12年） 20歳
  - 金森正典など長崎高商の友人らと第二次『峠』を発行。『映画軌線』に映画評を発表。
- 1938年（昭和13年） 21歳
  - 2月 - 矢山哲治、中村健次、川上一雄らと『十四世紀』を創刊。「おキイの貞操とマコ」を発表するが発売禁止の処分を受けて長崎警察署の特高室で取調べられる。この頃の下宿先は長崎市南山手町大浦天主堂下の木造洋館。
- 1939年（昭和14年） 22歳
  - 3月 - 長崎高等商業学校を卒業。1年課程の同校海外貿易科に残る。
  - 夏 - 毎日新聞社のフィリピン派遣学生旅行団に参加し、ルソン島、上海、台湾を旅する。
  - 8月 - 『科学知識』の懸賞小説に応募した「お紀枝」が佳作当選。
  - 10月 - 矢山哲治を中心とした同人誌『こおろ』（翌年9月の4号から『こをろ』）を創刊に参加。
- 1940年（昭和15年） 23歳
  - 4月 - 九州帝国大学法文学部経済科に入学。『こをろ』に「呂宋紀行」を連載。
- 1941年（昭和16年） 24歳
  - 4月 - 経済科を退学し、同じ法文学部文科に再入学。東洋史を専攻し重松俊章、日野開三郎教授の指導を受ける。
  - 夏 - 嫁いで奉天にいる妹・美江を訪ねるため、下の妹・雅江と共に満州を旅する。
- 1942年（昭和17年） 25歳
  - 初夏 - 妹・美江の里帰りの迎えがてら朝鮮を旅する。この年、文科の1学年下に入学した庄野潤三と知り合う。
- 1943年（昭和18年） 26歳
  - 1月 - 矢山哲治が死去（享年24）。
  - 夏 - 庄野潤三と一緒に大阪堺の伊東静雄を訪ねる。
  - 9月 - 大学をくりあげて卒業。卒論は「元代回鶻人の研究一節」。私家版『幼年記』を70部出版。
  - 10月 - 海軍予備学生を志願。一般兵科に採用され旅順海軍予備学生教育部に入る。
- 1944年（昭和19年） 27歳
  - 2月 – 第一期魚雷艇学生として横須賀の海軍水雷学校で訓練。長崎県の大村湾の川柵臨時魚雷艇訓練所に移る。
  - 4月 - 『こをろ』14号で終刊。
  - 5月 - 海軍少尉に任官。「震洋」配置となる。
  - 8月 - 正八位に叙される。
  - 10月 - 第十八震洋特攻隊隊長となる。
  - 11月 - 奄美群島加計呂麻島呑之浦基地に赴任し待機。
  - 12月 - 中尉任官。大平ミホと知り合う。
- 1945年（昭和20年） 28歳
  - 1月 - 大平ミホとその父・文一郎と親交を深める。
  - 8月 - 従七位に叙される。
  - 8月 - 13日に出撃用意を命じられ、最終命令の出ないまま15日に終戦を迎える。
  - 9月 -	特攻兵らと共に加計呂麻島を離れ、佐世保で解散。5日付けで大尉任官。6日に召集解除。父のいる神戸に帰る。
- 1946年（昭和21年） 29歳
  - 3月10日 - 大平ミホと結婚。
  - 5月 - 庄野潤三、林富士馬、三島由紀夫、大垣国司と共に同人誌『光耀』を創刊（3号まで）。「はまべのうた」を発表。
  - 10月 - 『光耀』2号に「孤島夢」を発表。
- 1947年（昭和22年） 30歳
  - 5月 - 神戸山手女子専門学校（現・神戸山手短期大学）の非常勤講師となる。
  - 7月 - 神戸市立外事専門学校（現・神戸市外国語大学）の助教授となる。
  - 10月 - 富士正晴らと同人誌『VIKING』を創刊。「単独旅行者」を連載。
- 1948年（昭和23年） 31歳
  - 1月 - 『VIKING』に「島の果て」を発表。
  - 5月 - 野間宏の紹介で「単独旅行者」が『芸術』（八雲書店）に転載。「夢の中での日常」を『綜合文化』（真善美社）に発表。
  - 6月 - 『近代文学』の第二次同人に加わる。
  - 7月 - 長男・伸三が誕生。
  - 10月 - 「徳之島航海記」を『芸術』に発表。真善美社よりアプレゲール新人選『単独旅行者』を刊行。
  - 12月 - 参加した同人による『序曲』が河出書房から出版[11]。
- 1949年（昭和24年） 32歳
  - 3月 - 全国書房より『格子の眼』を刊行。
  - 7月 - 「アスファルトと蜘蛛の子ら」を『近代文学』に発表。
  - 11月 - 「ロング・ロング・アゴウ」『人間』に発表。「出孤島記」を『文藝』に発表。
- 1950年（昭和25年） 33歳
  - 2月 - 「出孤島記」により月曜書房主宰の第1回戦後文学賞受賞。
  - 4月 - 長女・マヤが誕生。
  - 5月 - 「ちっぽけなアヴァンチュール」を『新日本文学』に発表。この作品の評価を巡って、日本共産党内部の対立を背景にした論争が起きる。
  - 9月 - 神戸市外国語大学の助教授となる。
  - 12月 - 河出書房より書き下ろし長編『贋学生』を刊行。
- 1951年（昭和26年） 34歳
  - 12月 - 「いながぶり」を『近代文学』に発表。
- 1952年（昭和27年） 35歳
  - 3月 - 神戸市外国語大学を辞し、妻子とともに上京。東京都江戸川区小岩町に居を構える。東京都立向丘高等学校定時制の非常勤講師となる。
  - 7月 - 「兆」を『新日本文学』に発表。この年、安部公房、真鍋呉夫らの「現在の会」に参加。庄野潤三、吉行淳之介、安岡章太郎、小島信夫、奥野健男らの「一二会」を結成。この頃、庄野の紹介で大阪ABC放送のラジオ番組用に「硝子障子のシルエット」などの短篇（のちに「葉篇小説」と称される）を書く。
- 1953年（昭和28年） 36歳
  - 10月 - 「子之吉の舌」を『文學界』に発表。「一二会」解散後、庄野潤三、吉行淳之介、安岡章太郎らと「構想の会」を結成。家庭をかえりみず家に帰らないことが多くなる。
- 1954年（昭和29年） 37歳
  - 6月 - 奥野健男、吉本隆明らと雑誌『現代評論』を創刊。
  - 4月 - 「帰巣者の憂鬱」を『文學界』に発表。
  - 10月 - 島尾の浮気による激しい嫉妬が原因で妻・ミホが心因性反応を発病。
- 1955年（昭和30年） 38歳
  - 3月 - みすず書房より『帰巣者の憂鬱』を刊行。都立向丘高校を退職。妻の治療のため千葉県佐倉市、豊島区池袋に転居。妻が市川市の国府台病院（現・国立国際医療研究センター国府台病院）の精神病棟に入院。病院での付き添い介護生活に入る。
  - 10月 - 妻を退院させ病気療養のため鹿児島県奄美大島名瀬市住吉町に移住。
  - 12月 - 河出書房より、妻の闘病記を含む創作集『われ深きふちより』を刊行。
- 1956年（昭和31年） 39歳
  - 4月 - 鹿児島県立大島高等学校、鹿児島県立大島実業高等学校（現・鹿児島県立奄美高等学校）定時制の非常勤講師となる。
  - 9月 - 現代社より短篇集『夢の中での日常』を刊行。
  - 12月 - 名瀬市（現・奄美市）の聖心教会にてカトリックの洗礼を受ける。
- 1957年（昭和32年） 40歳
  - 2月 - 「名護だより」を『新日本文学』に連載。
  - 7月 - 書肆パトリアより『島の果て』刊行。
  - 12月 - 鹿児島県職員となり、奄美日米文化会館の館長に就任。
- 1958年（昭和33年） 41歳
  - 1月 - 「奄美郷土研究会」を組織し、会報を発行。
  - 3月 - 県立大島高等学校を退職。
  - 4月 - 鹿児島県立図書館の奄美分館の設置に伴い分館長を兼任。
- 1959年（昭和34年） 42歳
  - 2月 - 井上光晴、奥野健男、吉本隆明らの雑誌『現代批評』に参加。
  - 3月 - 県立大島実業高等学校を退職。
  - 10月 - 「家の中」を『文學界』に発表。『死の棘』連作の執筆を進める。
- 1960年（昭和35年） 43歳
  - 春 - 4か月ほど十二指腸潰瘍のため県立大島病院に入院。
  - 4月 - 未来社より『離島の幸福・離島の不幸』を刊行。
  - 10月 - 講談社より『死の棘』（第一次）を刊行。
- 1961年（昭和36年） 44歳
  - 3月 - 『死の棘』で文部省主宰の第11回芸術選奨（文芸部門）を受賞。
  - 7月 - 晶文社より『島尾敏雄作品集』（全5巻）の刊行開始（昭和42年7月まで）。
- 1962年（昭和37年） 45歳
  - 5月 - 新潮社より『島へ』を刊行。
  - 6月 - 未来社より『非超現実主義的な超現実主義の覚え書』を刊行。
  - 9月 - 「出発は遂に訪れず」を『群像』に発表。
- 1963年（昭和38年） 46歳
  - 4月 - アメリカ合衆国国務省による招待旅行で、アメリカ、プエルトリコ、ハワイを2か月ほど巡る。
- 1964年（昭和39年） 47歳
  - 2月 - 新潮社より『出発は遂に訪れず』を刊行。
  - 11月 - 南日本新聞社主宰の第15回南日本文化賞（芸術文化部門）を受賞。沖縄本島、石垣島、宮古島を旅行。
- 1965年（昭和40年） 48歳
  - 9月 - モスクワでの第1回日ソ文学シンポジウムに参加。翌月にかけてソビエト、ポーランドを旅行。
  - 10月 - 新潮社より『日のちぢまり』を刊行。名護市小俣町に転居。
- 1966年（昭和41年） 49歳
  - 7月 - 冬樹社より『島にて』を刊行。
  - 11月 - 西日本新聞社主宰の第25回西日本文化賞（社会文化部門）を受賞。
- 1967年（昭和42年） 50歳
  - 7月 - 『島尾敏雄作品集』第5巻完結刊行。
  - 8月 - 「その夏の今は」を『群像』に発表。
  - 秋 - 冬にかけてソビエト・東欧（チェコスロバキア、ユーゴスラビア、オーストリア）を単独旅行。
- 1968年（昭和43年） 51歳
  - 3月 -「東欧への旅」を『文藝』に発表。長大な『東欧紀行』の連載開始。
  - 7月 - 中央公論社より『日を繋げて』を刊行。
- 1969年（昭和44年） 52歳
  - 2月 - 講談社より『琉球弧の視点から』を刊行。自転車で道路から谷川へ転落する事故に遭い右足骨折と打撲の負傷。名護と東京での半年以上の長期入院となる。頭部打撲の後遺症が残り気鬱症状に更に数年苦しむ。
- 1970年（昭和45年） 53歳
  - 3月 - 鹿児島純心女子短期大学の非常勤講師となる。
  - 5月 - 妻・ミホが心臓発作で倒れて病臥生活となる（昭和47年まで）。
  - 11月 - アジア・アフリカ作家会議のため、ソビエトやインドを旅行。
- 1971年（昭和46年） 54歳
  - 11月 - 中央大学出版部より『夢の系列』を刊行。
- 1972年（昭和47年） 55歳
  - 2月 - 創樹社より葉篇小説集『硝子障子のシルエット』を刊行。第26回毎日出版文化賞を受賞。
  - 6月 - 「日の移ろい」を『海』に連載。
  - 11月 - 南海日日新聞社主宰の第1回南海文化賞を受賞。この年に渡辺外喜三郎の『カンナ』同人となる。
- 1973年（昭和48年） 56歳
  - 1月 - 冥草社より『記夢志』を刊行。
  - 2月 - 冬樹社より『島尾敏雄非小説集成』全6巻を刊行開始（10月まで）。
- 1974年（昭和49年） 57歳
  - 7月 - 妻・ミホが創樹社より『海辺の生と死』を刊行。
- 1975年（昭和50年） 58歳
  - 3月 - 河出書房新社より『夢のかげを求めて』を刊行。
  - 4月 - 名護市から指宿市西方へ転居。鹿児島純心女子短期大学の教授兼図書館長に就任。
- 1976年（昭和51年） 59歳
  - 11月 - 沖積舎より『鬼剥げ』を刊行。中央公論社より『日の移ろい』を刊行。
- 1977年（昭和52年） 60歳
  - 9月 - 神奈川県茅ヶ崎市東海岸へ転居。新潮社より完結版の『死の棘』を刊行。
  - 10月 -『日の移ろい』で第13回谷崎潤一郎賞を受賞。
  - 11月 - 葉書房より対談集『ヤポネシア考』を刊行。
- 1978年（昭和53年） 61歳
  - 5月 - 河出書房新社より『夢日記』を刊行。この年、『死の棘』で第29回読売文学賞、第10回日本文学大賞、沖縄タイムス社主宰の第12回芸術選賞を受賞。
  - 8月 - 中央公論社より吉田満との対談集『特攻体験と戦後』を刊行。
- 1979年（昭和54年） 62歳
  - 1月 -「誘導振」を『新潮』に発表。魚雷艇学生の時を描いた連作開始。
  - 10月 - 神戸市外国語大学の市民講座で「ヤポネシア考」の講義を行う。
- 1980年（昭和55年） 63歳
  - 5月 - 晶文社より『島尾敏雄全集』全17巻を刊行開始（昭和58年1月まで）。この年、フィレンツェ国際演劇祭に合わせ夫婦でヴェネツィア、パリを旅行。
- 1981年（昭和56年） 64歳
  - 6月 - 日本芸術院賞を受賞。潮出版社より『日記抄』を刊行。
  - 12月 - 日本芸術院会長となる。
- 1982年（昭和57年） 65歳
  - 3月 - 「湾内の入江で」を『新潮』に発表。
  - 8月 - 「震洋の横穴」を『別冊潮』に発表。
- 1983年（昭和58年） 66歳
  - 6月 - 「湾内の入江で」で第10回川端康成文学賞を受賞。
  - 10月 - 鹿児島県姶良郡加治木町に転居。
- 1984年（昭和59年） 67歳
  - 9月 - 「震洋隊幻想」を『別冊潮』小説特集号に発表。
  - 12月 - 鹿児島市吉野町に転居。
- 1985年（昭和60年） 68歳
  - 3月 - 講談社より短篇集『夢屑』を刊行。
  - 8月 - 新潮社より連作集『魚雷艇学生』を刊行。第38回野間文芸賞を受賞。
  - 12月 - 鹿児島市宇宿町に転居。
- 1986年（昭和61年） 69歳
  - 8月 - 中央公論社より『続 日の移ろい』を刊行。
  - 9月 - 心臓病による身体の不調。
  - 11月 - 10日に脳内出血で倒れ入院。12日の午後10時39分に出血性脳梗塞のため死去（享年69）。14日に谷山カトリック教会で密葬。15日には鹿児島純心学園で合同葬儀。
  - 12月 - 13日に東京紀尾井町の上智大学四谷キャンパスのクルトゥルハイム聖堂で追悼ミサが行われ、神田駿河台の山の上ホテルにて「島尾敏雄を追悼する会」が開催。21日に沖縄でも同趣旨の会が開催。
- 1987年（昭和62年）
  - 7月 - 潮出版社より遺稿集『震洋発進』が刊行。
- 1988年（昭和63年）
  - 1月 - 潮出版社よりエッセイ集『透明な時の中で』が刊行。

## 作品の一覧

### 非小説
- 『非超現実主義的な超現実主義の覚え書』未來社、1962年6月
- 『私の文学遍歴』未來社、1966年3月
- 『島にて』冬樹社、1966年7月
- 『琉球弧の視点から』講談社、1969年　朝日文庫
- 『日本の作家』おりじん書房、1974年9月
- 『南島通信』潮出版社、1976年9月
- 『名瀬だより』農村漁村文化協会、1977年10月
- 『南風のさそい』泰流社、1978年12月
- 『島尾敏雄による島尾敏雄<試みの自画像>』青銅社、1981年6月
- 『過ぎゆく時の中で』新潮社、1983年3月
- 『忘却の底から』晶文社、1983年4月
- 『島尾敏雄詩集』深夜叢書社、1987年4月
- 『透明な時の中で』潮出版社、1988年1月
- 『「死の棘」日記』新潮社、2005年3月
- 『戦後文学エッセイ選10　島尾敏雄集』影書房、2007年9月
- 『島尾敏雄日記 『死の棘』までの日々』新潮社、2010年8月

### 共著・監修
- 『日本の古典8 徒然草・方丈記』世界文化社、1976年1月
- 島尾敏雄編『奄美の文化』法政大学出版局、1976年3月
- 島尾敏雄編『ヤポネシア序説』創樹社、1977年2月
- 島尾ミホ・田畑英勝共著『日本の伝説23 奄美の伝説』角川書店、1977年10月
- 島尾敏雄監修『イメージの文学誌 水底の女』北宋社、1978年10月

### 特装版・限定版など
- 帰巣者の憂鬱 限定版(303部) プレス・ビブリオマーヌ 1969年10月
- 東北と奄美の昔ばなし 限定版(300部) 島尾伸三絵 詩稿社 1972年10月
- 記夢志 限定特装版(100部) 冥草社 1973年2月
- 硝子障子のシルエット―葉篇小説集 限定版(550部) 創樹社 1973年2月
- 島の果て 限定特装版(506部) 成瀬書房 1973年9月
- 出孤島記―島尾敏雄戦争小説集 限定特装愛蔵版(80部) 冬樹社 1975年3月
- 影 限定版(15部) 1975年9月
- 兄といもうと 遠足<風信子叢書> 限定版(270部) 鹿鳴荘 1976年8月
- 鬼剝げ 限定版(500部) 沖積舎 1976年11月
- 詩集 春 限定版(300部) 五月書房 1977年8月
- 日暦抄 限定版(100部) 鹿鳴荘 1977年11月

### 文庫判
- 『死の棘』角川文庫、1963年11月
- 『その夏の今は・夢の中での日常』講談社文庫、1972年5月
- 『島へ―自選短編集』潮文庫、1972年6月
- 『出発は遂に訪れず』旺文社文庫、1973年6月
- 『出発は遂に訪れず』新潮文庫、1973年9月　改版、2007年8月
- 『夢の中での日常』角川文庫、1973年10月
- 『日を繋けて』中公文庫、1976年3月
- 『出孤島記』新潮文庫、1976年8月
- 『われ深きふちより』集英社文庫、1977年11月
- 『島の果て』集英社文庫、1978年8月
- 『夢の中での日常』集英社文庫、1979年5月
- 『死の棘』新潮文庫、1981年1月　改版、2003年2月
- 『特攻体験と戦後』中公文庫、1981年9月　改版、2014年7月（吉田満と対談）
- 『その夏の今は 夢の中での日常』講談社文芸文庫、1988年8月
- 『魚雷艇学生』新潮文庫、1989年7月　復刊、2005年　改版、2011年8月
- 『日の移ろい』中公文庫、1989年12月
- 『続 日の移ろい』中公文庫、1989年12月
- 『贋学生』講談社文芸文庫、1990年11月
- 『夢日記』河出文庫、1992年1月
- 『新編 琉球弧の視点から』朝日文庫、1992年7月
- 『はまべのうた　ロング・ロング・アゴウ』講談社文芸文庫、1992年1月
- 『ちくま日本文学全集032　島尾敏雄』ちくま文庫、1992年5月
- 『「死の棘」日記』新潮文庫、2008年8月
- 『夢屑』講談社文芸文庫、2010年9月
- 梯久美子編『妻への祈り－島尾敏雄作品集』中公文庫、2016年11月

### 単行本未収録作品
- 「斎藤寅次郎小論」 長崎高商映画研究会『映画軌線』(1939年 昭和14年 7月)
- 「二匹の猫」 向丘高校定時制文芸部『ロゴス』(1955年 昭和30年 3月)
- 「(復員)国破れて」 『新潮』(1987年 昭和62年 1月)
- 「地行日記」 『新潮』(2009年 平成21年 1月)
- 「憂愁の街」 『新潮』(2009年 平成21年 1月)
- 「無題」 『新潮』(2009年 平成21年 1月)
- 「秋風手記」 『新潮』(2009年 平成21年 1月)

### アンソロジー等収録分
- 暗黒のメルヘン 立風書房 1990年7月(「摩天楼」を収録)
- 現代童話<福武文庫> 福武書店 1991年2月(「春の日のかげり」を収録)
- 夢÷幻視13=神秘 星雲社 1994年10月(「月暈」を収録)
- 塔の物語 異形アンソロジータロット・ボックス1<角川ホラー文庫> 2000年9月(「摩天楼」を収録)
- 戦後短篇小説選－『世界』1946‐1999 4 岩波書店 2000年4月(「子と共に」を収録)
- 戦後短篇小説再発見6 変貌する都市 <講談社文芸文庫> 講談社 2001年11月(「摩天楼」を収録)
- 戦後短篇小説再発見16 「私」という迷宮 <講談社文芸文庫> 講談社 2003年11月(「夢屑」を収録)
- 文士の意地－車谷長吉撰短篇小説輯－下 作品社 2005年8月(「お紀枝」を収録)
- 文芸誌「海」子どもの宇宙<中公文庫> 中央公論新社 2006年10月(「正チャンの冒険」を収録)
- 残しておきたい日本のこころ 幻戯書房 2007年6月(「昔ばなしの世界」を収録)
- 我等、同じ船に乗り<文春文庫> 文芸春秋 2009年11月(「孤島夢」を収録)
- 百年文庫035 灰 ポプラ社 2010年10月(「アスファルトと蜘蛛の子ら」を収録)

## 関連人物
島尾ミホ
小説家。『海辺の生と死』で田村俊子賞を受賞。「死の棘」に登場する「妻」のモデル。アレクサンドル・ソクーロフ監督の映画『ドルチェ―優しく』(2000)に主演した。島尾敏雄の間に息子の島尾伸三（写真家）と娘の島尾マヤ（1950年 - 2002年）がいる。1986年11月に島尾敏雄が死去した後も喪服を日常に着続けた。
伊東静雄
詩人。戦後、神戸時代に親しく付き合っていた。
庄野潤三
小説家。九州大学時代から戦後にかけて変わらず付合いを持った。
埴谷雄高
小説家、批評家。郷里が同じく福島県小高町。同地に埴谷島尾記念文学資料館がある。
小川国夫
小説家。島尾が朝日新聞上で私家版「アポロンの島」を激賞したことで作家として出発した。
阿川弘之
小説家。福岡で発行された文藝同人誌『こをろ』の創刊以来、活動を共にした。島尾と同じく海軍予備学生として出征し、ポツダム大尉の階級で終戦を迎えた。また、戦後、島尾敏雄、庄野潤三、吉行淳之介、安岡章太郎らが結成した「構想の会」へも参加していた。
富士正晴
小説家。
三島由紀夫
小説家。戦後、伊東静雄のもと島尾、庄野潤三らとともに活動した。
中村地平
小説家。島尾が同人誌『こをろ』に発表した「呂宋紀行」について、文芸時評で取り上げていた。その後、文学講演のために福岡にやってきた際、島尾は友人の矢山哲治とともに中村地平の宿を訪ね面識を得る。中村はその時、島尾の文章が中村の友人（太宰治）のそれに似ていることを指摘した。戦後、奄美に移住した島尾は、当時宮崎県立図書館長であった中村に鹿児島県立図書館長椋鳩十へ推薦依頼の労を取って貰っている。
吉田満
同じ戦中派世代として共著「特攻体験と戦後」（中央公論社、1978年）がある。
矢山哲治
詩人。
久坂葉子
小説家。
吉本隆明
批評家。作家論『島尾敏雄』（筑摩書房「筑摩叢書」、1990年）がある。
奥野健男
批評家。
谷川健一
民俗学者。
小栗康平
映画監督。映画版『死の棘』を完成させた。
アレクサンドル・ソクーロフ
映画監督。『ドルチェ』の中に島尾敏雄の写真があらわれ、経歴を監督本人が読み上げる。
是枝裕和
映画監督。『海よりもまだ深く』の主人公は「島尾敏雄文学賞」（架空の文学賞）を受賞した小説家という設定である。